# Rhamphomyia limbata
Rhamphomyia limbata är en tvåvingeart som beskrevs av Friedrich Hermann Loew 1861. Rhamphomyia limbata ingår i släktet Rhamphomyia och familjen dansflugor. Inga underarter finns listade i Catalogue of Life.